# Ergenzingen
Ergenzingen est un quartier de la ville de Rottenburg am Neckar, situé en République fédérale d'Allemagne, dans le Land du Bade-Wurtemberg, dans l'arrondissement de Tübingen.

## Géographie
Ergenzingen est située à 12 kilomètres à l'ouest de Rottenburg, 11 kilomètres au sud-est de Nagold, 14 kilomètres au sud de Herrenberg et 13 kilomètres au nord-est de Horb am Neckar.

### Expansion
Le territoire communal d'Ergenzingen s'étend sur 1 004 hectares. 70,4 % de ce territoire sont consacrés à l'agriculture, 11 % à la sylviculture, 18,3 % constituent des zones d'habitations.

### Communes voisines
La commune d'Ergenzingen est entourée, à partir du nord, par Bondorf (arrondissement de Böblingen), les trois quartiers Seebronn, Wolfenhausen et Eckenweiler de l'arrondissement de Tübingen, et Eutingen im Gäu (arrondissement de Freudenstadt).

## Population
Au 31 janvier 2008, Ergenzingen rassemblait une population de 4 166 habitants, faisant d'Ergenzingen le plus grand faubourg de Rottenburg. La densité de population était de 415 hab./km2.

### Religions
La majorité des habitants d'Ergenzingen sont catholiques.

## Politique

### Jumelage
- Gols (Autriche) depuis 2000